# John C. Frémont
John Charles Frémont sau Fremont (n. 21 ianuarie 1813, Savannah, Georgia, SUA – d. 13 iulie 1890, New York City, New York, SUA) a fost un explorator, ofițer și politician american. A fost senator din partea Californiei, iar în 1856 a fost primul candidat republican la funcția de președinte al Statelor Unite ale Americii.

## Biografie
Originar din Georgia, Frémont a dobândit protecție masculină după moartea tatălui său și a devenit expert în matematică, știință și statistică. În timpul anilor 1840, el a condus cinci expediții în Statele Unite de Vest și a devenit cunoscut sub numele de "The Pathfinder". În timpul Războiului Mexicano-American, Fremont, major în armata SUA, a preluat controlul asupra Californiei de la Republica California, în 1846. Fremont a fost condamnat în instanță de către un tribunal marțial pentru mutilare și insubordonare, după un conflict asupra celui care era guvernatorul militar de drept al Californiei pe atunci. După ce sentința sa a fost comutată și a fost reactivat de președintele James Knox Polk, Fremont și-a dat demisia din armată. Frémont a condus o a patra expediție privată, care a costat viața unor zece oameni, căutând un traseu feroviar peste munți în jurul celei de-a 38-a paralele în iarna anului 1849.
După aceea, Frémont s-a stabilit în California, la Monterey, în timp ce cumpăra terenuri ieftine la poalele munților Sierra Nevada. Când a fost găsit aur în ranchul său Mariposa, Frémont a s-a îmbogățit în timpul Goanei după aur din California, dar a fost curând împotmolit de procese în legătură cu niște terenuri, între deposedarea în detrimentul unor diverși proprietari în timpul Războiului Mexicano-American și explozia a patruzeci de Forty-Nineri care imigraseră în timpul Goanei. Aceste cazuri au fost soluționate de Curtea Supremă a SUA, care a permis lui Fremont să-și păstreze proprietățile. Cea de-a cincea și ultima expediție finanțată privată de Fremont, între 1853 și 1854, a examinat o rută pentru o cale ferată transcontinentală. Frémont a devenit unul dintre primii doi senatori americani aleși din noul stat din California în 1850. Fremont a fost primul candidat la președinția noului partid republican, care deținea cea mai mare parte a votanților din Nord. El a pierdut alegerile prezidențiale din 1856 în fruntea democratului James Buchanan, Millard Fillmore din partidul Know Nothing împărțind votul. La începutul Războiului Civil American din 1861, președintele Abraham Lincoln a dat comanda Departamentului de Vest lui Fremont.
Deși Frémont a avut succese în timpul scurtei funcții,și-a condus departamentul în mod autocrat și a luat decizii pripite fără a consulta președintele Lincoln sau sediul armatei. A emis un edict de emancipare neautorizat și a fost dat jos de pe funcția sa pentru insubordonare de către Lincoln. Frémont a numit viitorul comandant-șef Ulysses S. Grant la prima sa comandă (orașul important din punct de vedere strategic Cairo, Illinois) și a scris mai târziu că a văzut în Grant o „voință de fier” pentru a lupta. Fremont a alungat Confederații din sud-vestul statului Missouri și a ocupat Springfield, singurul succes al Uniunii în Vest în 1861. După o scurtă funcție de serviciu în departamentul de munte în 1862, Fremont a locuit în New York, retrăgându-se din armată în 1864. Fremont a fost nominalizat pentru președinție, în 1864, de către Radical Democracy Party (Partidul Democrației Radicale), o facțiune despărțitoare a republicanilor aboliționiști, dar s-a retras înainte de alegeri. După Războiul Civil, Frémont și-a pierdut o mare parte din averea sa în 1866, și a pierdut mai mult în timpul Panicii din 1873. Fremont a ocupat funcția de guvernator al Arizonei din 1878 până în 1881. După demisia sa ca guvernator, Fremont s-a retras din politică și a murit destituit în New York în 1890.
Istoricii îl înfățișează pe Fremont ca fiind un personaj controversat, impetuos și contradictoriu. Unii savanți îl consideră un erou militar de realizare semnificativă, în timp ce alții îl consideră un eșec care și-a învins în mod repetat propriile cele mai bune scopuri. Cheile caracterului și personalității lui Fremont pot consta în faptul că s-a născut în mod ilegitim, avuse un impuls ambițios pentru succes, găsea auto-justificare și avea un comportament pasiv-agresiv. Rapoartele și hărțile publicate de Fremont produse după explorările sale au contribuit în mod semnificativ la emigrarea americană masivă către Vestul Sălbatic începând cu anii 1840. În iunie 1846, întoarcerea expediției lui Fremont și a armatei sale în California a stimulat formarea Batalionului California, iar sfaturile sale militare au condus la capturarea Sonomei și formarea așa-zisei Bear Flag Republic. În timpul vieții sale, mulți oameni au crezut că sentința curții marțiale din 1848 a fost nejustificată. Biograful său Allan Nevins a scris că Fremont a trăit o viață dramatică, cu succese remarcabile și eșecuri neplăcute.